# Kawasaki Type 88 (розвідувальний літак)
«Розвідувальний літак Тип 88» (яп. 八八式偵察機, Хачіхачі-шікі Тейсацу кі), або часто Кавасакі Тип 88 (англ. Kawasaki Type 88) — легкий одномоторний розвідувальний літак Імперської армії Японії, сконструйований німецьким авіаконструктором Ріхардом Фогтом в співпраці з Kawasaki.

## Історія
На весні 1926 року Японська армія ініціювала конкурс на розробку нового розвідувального літака для заміни «Оцу-1» між чотирма авіабудівними компаніями: Kawasaki, Mitsubishi, Ishikawajima і Nakajima. Армія вимагала літак з максимальною швидкістю більше ніж 200 км/год і дальністю польоту понад 1000 км, літак також мав вміщати авіаційну камеру, радіообладнання, один курсовий і один турельний кулемети. Компанія Kawasaki запросила німецького авіаконструктора Ріхарда Фогта, з яким вже співпрацювала над створенням Ka 87, і він разом з японським дизайнером Хісаші Тоджо у квітні 1926 року почали роботу над проєктом літака під назвою KDA-2 (від Kawasaki Dockyard, Army).
Перший прототип без озброєння був завершений у лютому 1927 року на фабриці в Кобе. Це був суцільно-металевий одномоторний біплан з металевою обшивкою передньої частини фюзеляжу, крила і хвіст мали тканинну обшивку. 12-ти циліндровий V-подібний двигун Kawasaki BMW VI приводив в рух дволопастний дерев'яний пропелер. На випробуваннях літак досяг швидкості 240 км/год, що значно перевищувало армійські вимоги, і компанія поспішила завершити ще два прототипи в липні того ж року. Їх передали для армійських випробувань, і хоча встановлення всього необхідного обладнання збільшило масу літака на 250 кг, він все ще задовольняв вимоги конкурсу. Після випробувань на авіабазі в Токородзаві літак був офіційно прийнятий на озброєння під час Свята Початку 11 лютого 1928 року під назвою «Розвідувальний літак Тип 88» (яп. 八八式偵察機, Хачіхачі-шікі Тейсацу кі). Kawasaki оголосили єдиним переможцем в конкурсі та видали нагороду 200 тисяч єн.
Основною перевагою «Типу 88» був потужний двигун BMW VI та стандартний дизайн біплана, з потенціалом для широкого використання в різних ролях. Ще до початку серійного виробництва прототипи тестувались з різними модифікаціями, зокрема варіанти з поплавковим шасі, трилопастним гвинтом, обладнанням для дальніх перельотів і автопілотом Сперрі. А проте перші серійні літаки не відрізнялись від прототипів, але в процесі виробництва в конструкцію були внесені зміни. Пізніші літаки мали більш аеродинамічний ніс, завдяки заміні плаского радіатора за гвинтом на винесену конструкцію під носом, а також встановленню кока на гвинт. На нижнє крило були встановлені елерони, а кіль і вертикальний руль збільшені. Ці пізніші літаки отримали позначення «Тип 88-2», а попередні варіанти ретроспективно почали позначатись «Тип 88-1».
Загалом з лютого 1928 по грудень 1931 року було побудовано 710 літаків «Тип 88»: три прототипи, 520 літаків на фабриці Kawasaki і ще 187 на фабриці Tachikawa за ліцензією. Масове виробництво цих літаків зробило Kawasaki однією з найважливіших авіабудівних компаній Японії.

## Історія використання

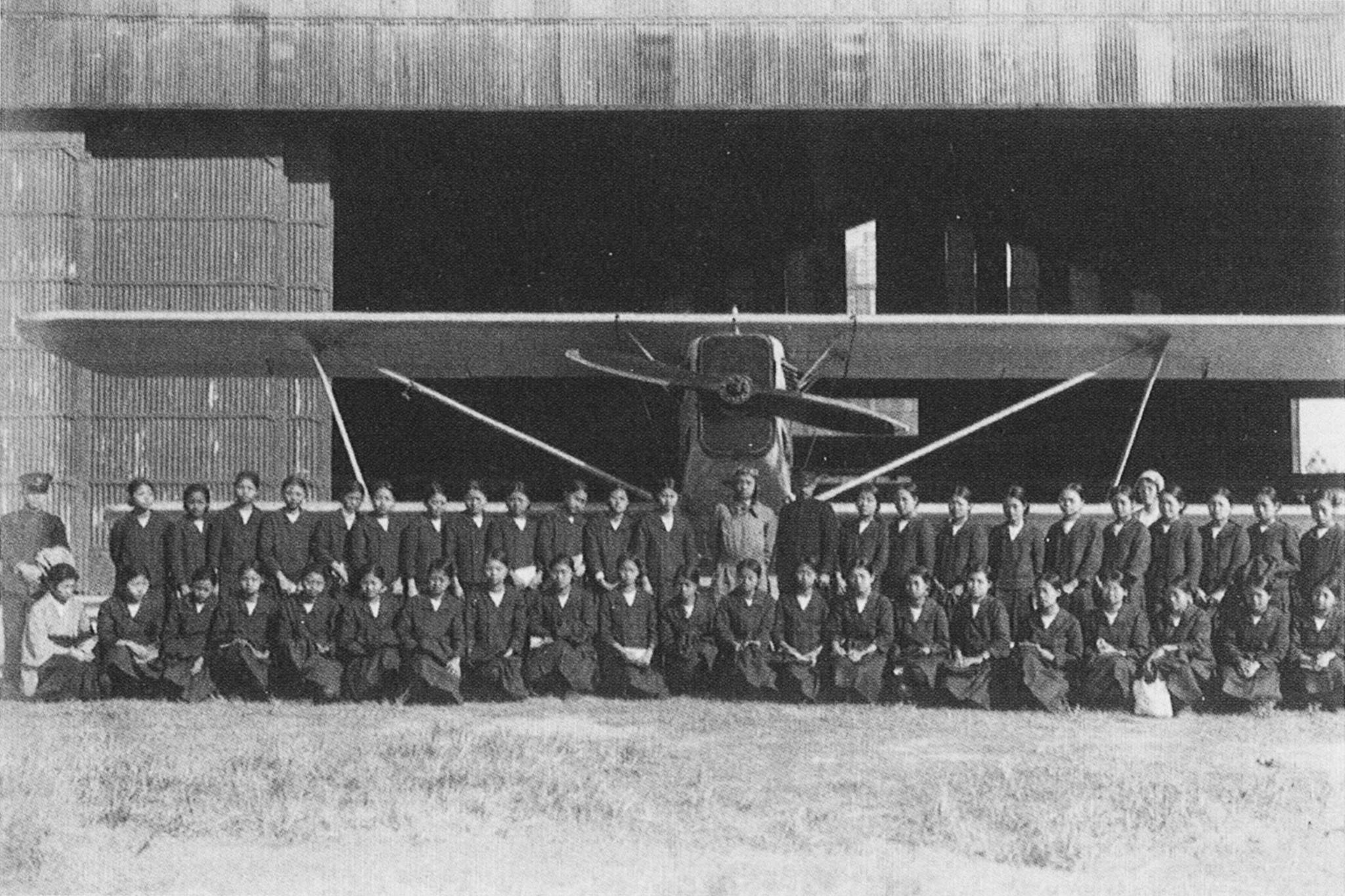
Школярки Третьої дівчачої школи Тайхоку (Тайвань) разом з «Тип 88» на аеродромі Тайхоку.

Два «Тип 88-1» були спеціально модифіковані для дальніх перельотів отримавши паливні баки загальною місткістю 1600 літрів. 21 жовтня 1929 року вони змогли здійснити переліт з Тачіарай (Кюсю) до Піндун (Тайвань), близько 1200 км, за 8 годин безперервного польоту. Цей політ продемонстрував можливості літака в дальній розвідці, а також надійність двигуна Kawasaki BMW VI.
Надійність і простота «Типу 88» забезпечила йому довгу службу в бойових авіазагонах японської армії, і ще довшу в резервах. Навіть Nakajima Ki-4 прийнятий на озброєння в 1935 році, не зміг повністю замінити «Тип 88» в авіазагонах першої лінії, і вони залишались на озброєнні до 1940 року. «Тип 88» виконував розвідувальні місії під час японської інтервенції в Маньчжурію і початкових етапів японсько-китайської війни. Після 1940 року використовувався як навчальний в Японії та Маньчжурії.

## Тактико-технічні характеристики
Дані з Japanese Aircraft 1910—1941

### Технічні характеристики
|                               |                               | «Тип 88-1»          | «Тип 88-2»          |
| ----------------------------- | ----------------------------- | ------------------- | ------------------- |
| Екіпаж                        | Екіпаж                        | 2 особи             | 2 особи             |
| Довжина                       | Довжина                       | 12,8 м              | 12,8 м              |
| Висота                        | Висота                        | 3,4 м               | 3,4 м               |
| Розмах крил                   | Розмах крил                   | 15 м                | 15 м                |
| Площа крил                    | Площа крил                    | 48 м²               | 48 м²               |
| Маса                          | пустого                       | 1750 кг             | 1800 кг             |
| Маса                          | спорядженого                  | 2800 кг             | 2850 кг             |
| Навантаження на крило         | Навантаження на крило         | 58,5 кг/м²          | 58,6 кг/м²          |
| Двигун                        | Двигун                        | V12 Kawasaki BMW VI | V12 Kawasaki BMW VI |
| Потужність                    | номінальна                    | 450-600 к. с.       | 450-600 к. с.       |
| Потужність                    | питома                        | 6,22 кг/к. с.       | 6,33 кг/к. с.       |
| Максимальна швидкість         | Максимальна швидкість         | 201 км/год          | 220 км/год          |
| Час підйому на висоту 3000 м. | Час підйому на висоту 3000 м. | -                   | 16 хв.              |
| Практична стеля               | Практична стеля               | 6500 м              | 6200 м              |
| Час польоту                   | Час польоту                   | -                   | 6 годин             |

### Озброєння
- Стрілецьке:
  - 1 × 7,7-мм курсовий кулемет
  - 2 × 7,7-мм кулемети в турелі